# Teodora Inácia Gomes
Teodora Inácia Gomes, née le 13 septembre 1944 à Empada en Guinée-Bissau, est une femme politique, une féministe et militante des droits de la femme, et une combattante anti-coloniale et indépendantiste pour la Guinée-Bissau à l’époque de la domination portugaise. Elle a été aussi députée.

## Biographie
Teodora Inácia Gomes, surnommée "Obono" par sa famille, est née à Empada, dans la région de Quinara, dans le sud de la Guinée-Bissau, le 13 septembre 1944. Son père est d’origine bijagó et sa mère d'origine manjaque. Elle est l'un des six enfants de la famille (elle a quatre frères et une sœur). Son père s’appelle Inácio Pedro Gomes. Sa famille est chrétienne et elle fréquente une école catholique.  Quand son père est jeune, il  émigre à Porto, capitale du Portugal, et fait partie du petit nombre de Guinéens qui étudient en dehors de la colonie portugaise.  Ce père noue également des liens importants avec le parti communiste portugais pendant son séjour au Portugal. La mère de Gomes est issue d'un groupe ethnique dont l'organisation sociale était matrilinéaire. Tous deux sont actifs dans le mouvement de libération. Teodora Inácia Gomes souligne l'importance de la relation avec son père dans sa formation politique.
En 1962, elle rejoint la lutte armée contre les forces coloniales portugaises et pour l’indépendance. Elle devient membre du Parti africain pour l'indépendance de la Guinée et du Cap-Vert (PAIGC), un mouvement qui établit le principe d’une égalité entre les hommes et les femmes, affirmant que « les hommes et les femmes jouissent des mêmes droits dans la famille, au travail et dans les activités publiques ». Au sein du PAIGC, Gomes travaille étroitement avec Amílcar Cabral. Elle travaille comme médecin et pédagogue,. Elle suit également une formation militaire et  commande une unité de femmes. L'une des femmes aux côtés desquelles elle combat en 1963 est Titina Silá, dont la mort en 1973, lors de la traversée du Rio Cacheu, est commémorée le 30 janvier de chaque année comme la Journée nationale de la femme guinéenne,. En août 1963, Gomes et Silá se rendent en Union soviétique pour effectuer un stage politique.
Teodora Inácia Gomes reçoit également une bourse en 1964 et étudie à Kiev, en Ukraine. Pendant son séjour à Kiev, elle participe à des mouvements sociaux de jeunes et de femmes et diffuse les idéaux et les objectifs du mouvement de libération du PAIGC. Elle obtient un diplôme en pédagogie infantile à l'Institut Gorca de Kiev. En 1966, elle rentre en Afrique, à Conakry, où elle poursuit une activité d'enseignante au Jardim Escola de Ratoma (Instituto Amizade). De 1969 à 1971, elle est directrice de l'école.
Après l'indépendance de la Guinée-Bissau obtenue en 1974, Gomes est élue députée à l'Assemblée nationale populaire de Guinée-Bissau, représentant le PAIGC,. 
En tant que femme politique, elle défend les droits des femmes tout au long de sa carrière et contribue notamment à rendre les mutilations génitales féminines illégales en Guinée-Bissau. Elle propose également d'autres lois protégeant les droits des anciens combattants indépendantistes, des lois contre la traite des mineurs, des lois sur le planning familial et des lois interdisant la violence contre les femmes,. En 2015, elle participe à la conférence de l'Internationale socialiste à Luanda. Elle travaille également avec une organisation non gouvernementale, qui vise à sensibiliser les gens à la politique et à augmenter le nombre de femmes dans les différents organes gouvernementaux,.